# 小糸川漁港
小糸川漁港（こいとがわぎょこう）は、千葉県君津市西君津にある第1種漁港。

## 解説
富津岬よりやや北側に位置する小糸川左岸の河口港である。小糸川の両岸一帯の埋立地は製鉄所などの工業地帯で、首都圏に近いため活魚の生産基地として整備を進めているが、小糸川の土砂が港内に堆積することが問題となっている。

## 概要
- 管理者 - 千葉県農林水産部水産局
- 漁業協同組合 - 富津
- 組合員数 -
- 漁港番号 -
- 水揚量 -

## 沿革
- 1977年（昭和52年）11月30日 - 第1種漁港に指定